# Givenchy-lès-la-Bassée

Givenchy-lès-la-Bassée este o comună în departamentul Pas-de-Calais, Franța. În 1 ianuarie 2022 avea o populație de 989 de locuitori.